# Rohilla (Schiff)
Die Rohilla war ein 1906 in Dienst gestelltes Dampfschiff der britischen Reederei British India Steam Navigation Company, welches zunächst als kombiniertes Passagier- und Frachtschiff eingesetzt wurde. Aufgrund des Einsatzes im Ersten Weltkrieg als Hospitalschiff wird sie auch als HMHS (His Majesty’s Hospital Ship) Rohilla bezeichnet. Die Rohilla lief am 30. Oktober 1914 an der englischen Nordostküste auf das Riff Whitby Rocks und wurde zu einem Totalverlust. Von den 229 Menschen an Bord kamen trotz aufwendiger Rettungsaktion 84 ums Leben.

## Das Schiff
Das 7.114 BRT große, aus Stahl gebaute Dampfschiff Rohilla wurde auf der Werft Harland & Wolff im nordirischen Belfast für die britische Reederei British India Steam Navigation Company gebaut. Das Schiff lief am 6. September 1906 vom Stapel und war 140,28 Meter lang, 17,14 Meter breit und hatte einen maximalen Tiefgang von 9,29 Metern. Die zwei Vierfachexpansions-Dampfmaschinen leisteten 8000 PSi. Die Tragfähigkeit lag bei 7.460 Tonnen. Am 16. November 1906 wurde die Rohilla fertiggestellt und am darauf folgenden Tag ihren Eignern übergeben.
Das Schiff verfügte über drei Einender- und drei Zweienderkessel mit insgesamt 27 Feuerungen. Die Höchstgeschwindigkeit lag bei 16,6 Knoten (30,7 km/h). Die Rohilla hatte zwei Masten, einen Schornstein und zwei Propeller. Sie wurde für den Passagierverkehr von London nach Kalkutta eingesetzt und fuhr in den Wintermonaten von Southampton nach Karatschi. Dabei konnte das Schiff 100 Passagiere der Ersten Klasse und 65 der Zweiten Klasse an Bord nehmen. Die Besatzung bestand aus 175 Personen.
Ihr Schwesterschiff war die am 14. Februar 1906 bei William Denny and Brothers vom Stapel gelaufene Rewa (7.308 BRT). Beide Schiffe waren in Glasgow registriert und als Passagierschiffe konzipiert. 1908 wurden beide aus dem Passagierverkehr gezogen und in Truppentransporter umgewandelt. Die Rewa wurde Truppentransporter Nr. 5, die Rohilla die Nr. 6. 1910 brachte die Rohilla Mitglieder des House of Lords nach Spithead zur Coronation Fleet Review (Flottenbesichtigung) von König Georg V. Die Rewa transportierte Mitglieder des House of Commons zu demselben Ereignis. Im selben Jahr wurden beide Dampfer als erste Schiffe der British India Steam Navigation Company mit Funkanlagen ausgerüstet.

## Im Ersten Weltkrieg
Nach dem Ausbruch des Ersten Weltkriegs wurden sowohl die Rohilla als auch die Rewa von der Royal Navy angefordert und in Hospitalschiffe umgerüstet. Am 6. August 1914 wurde die Rohilla eingefordert und umgehend umgebaut. Dabei erhielt sie den typischen weiß-grünen Anstrich. Sie wurde im selben Zug mit Röntgenapparaten ausgestattet.

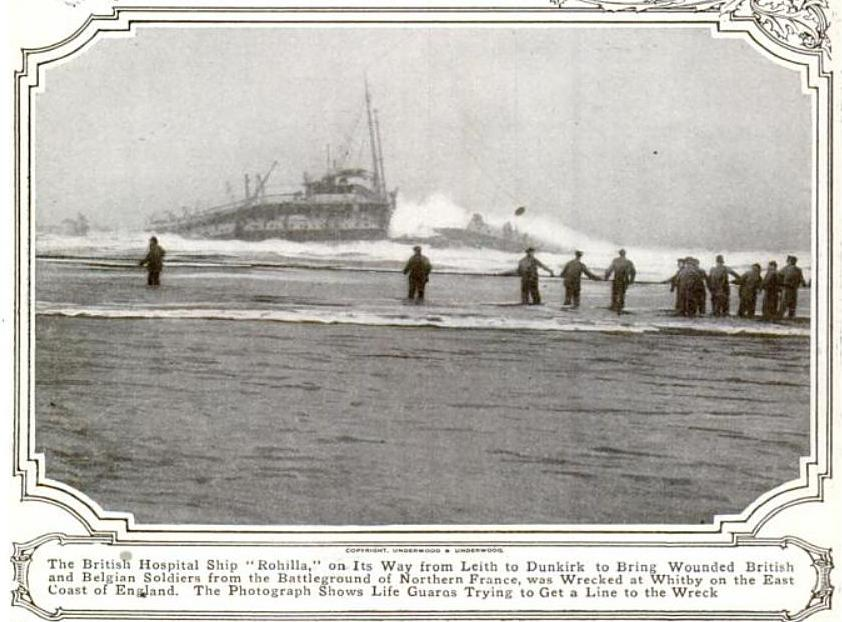
Die Rohilla nach der Strandung (1914)

Am 16. August 1914 lief das Schiff von Southampton für Einsatzübungen nach Scapa Flow aus. Während die Rohilla in Scapa Flow lag, wurde Prinz Georg an Bord gebracht, der zu dem Zeitpunkt an einer Blinddarmentzündung litt. Die Rohilla wurde daraufhin nach Aberdeen geschickt, wohin der königliche Leibarzt geschickt worden war. Dort wurde der Prinz erfolgreich operiert.

## Untergang
Am Donnerstag, dem 29. Oktober 1914, lief die HMHS Rohilla unter dem Kommando von Kapitän David Landles Neilson (50) in Leith (Schottland) zu einer Überfahrt nach Dünkirchen aus. Dort sollten neue Patienten an Bord genommen werden. Gegen 04.00 Uhr morgens am 30. Oktober lief das Schiff aber in der Bucht Saltwick Nab, etwa eine Meile südlich der Hafenstadt Whitby, auf das berüchtigte Riff Whitby Rock. Wegen der strengen Kriegsvorschriften waren die Küsten verdunkelt, sodass das Schiff seinen Kurs verloren hatte und dem Ufer zu nah gekommen war. Kapitän Neilson war mit den Gewässern nicht vertraut und er war sich nicht sicher, ob deutsche U-Boote oder Seeminen in dem Gebiet zu erwarten waren.
Obwohl die Rohilla nur 600 Meter vom Land entfernt gestrandet war und umgehend sechs Rettungsboote der Royal National Lifeboat Institution aus Teesmouth, Whitby, Upgang, Scarborough und Tynemouth zum Unglücksort kamen, gestaltete sich die Rettungsaktion als schwierig. Die durch einen aufziehenden Sturm aufgewühlte See zerschlug die auf den Felsen sitzende Rohilla. Von den 229 Besatzungsmitgliedern, Ärzten und Krankenschwestern an Bord kamen 84 durch das Unglück ums Leben. Die letzten 50 Überlebenden wurden erst nach mehr als zwei Tagen geborgen. Unter den Geretteten befand sich die Krankenschwester Mary Roberts, die als Stewardess den Untergang der Titanic überlebt und danach auf der Majestic Dienst getan hatte. Sie beschrieb das Unglück der Rohilla als „grauenvoller“ als das der Titanic.
Den Rettungskräften wurden insgesamt drei Goldmedaillen und vier Silbermedaillen verliehen. Major Herbert E. Burton, Kapitän des Rettungsboots von Tynemouth, nahm am 30. Juni 1924 die Empire Gallantry Medal entgegen und Richard Eglon, Whitbys zweiter Steuermann, wurde mit einer besonderen Auszeichnung durch die Bewohner von Tyneside geehrt. Sowohl Kapitän Neilson als auch seine Offiziere gingen zunächst davon aus, auf eine Seemine gelaufen zu sein. Dies bestätigten sie auch in der dem Unglück folgenden gerichtlichen Untersuchung unter der Aufsicht von Untersuchungsrichter George Buchanan. Die Untersuchungen des Wracks und der Zeugenaussagen ergaben aber, dass die Rohilla auf Felsen gelaufen war und dies zum Untergang geführt hatte. Kapitän Neilson wurde von jeder Schuld an dem Verlust freigesprochen. Er hatte dem Gericht nach alles versucht, um sein Schiff zu retten. Die Reederei errichtete auf dem Friedhof von Whitby, wo die Opfer beigesetzt wurden, kurz danach ein Denkmal.